# 그랜트 홀러웨이
스탠리 그랜트 홀러웨이(영어: Stanley Grant Holloway, 1997년 7월 18일~)는 미국의 육상 선수로 주 종목은 허들과 단거리 달리기이다. 2024년 하계 올림픽 남자 110m 허들 종목에서 금메달을 획득했고 2020년 하계 올림픽 남자 110m 허들 종목 은메달을 획득했다. 또한 세계 선수권 대회 110m 허들에서 3회 연속(2019, 2022, 2023)으로 우승을 차지했다.
그는 2021년에 미국 110m 허들 올림픽 대표 선발전에서 개인 최고 기록 12.81초를 기록하여 역대 두 번째로 빠른 기록을 세웠다. 그는 2024년 미국 실내 육상 선수권 대회에서 실내 종목인 60m 허들 세계 기록을 보유하고 있으며 2022년과 2024년 세계 실내 육상 선수권 대회에서 우승을 차지했다.